# جيمي فرانكلين
جيمي فرانكلين (بالإنجليزية: Jim Franklin)‏ هو طيار وممثل أمريكي، ولد في 16 مايو 1948 في الولايات المتحدة، وتوفي في 10 يوليو 2005 في كندا.

## وصلات خارجية
- جيمي فرانكلين على موقع IMDb (الإنجليزية)
- جيمي فرانكلين على موقع قاعدة بيانات الفيلم (الإنجليزية)
- جيمي فرانكلين على موقع كينوبويسك (الروسية)